# Hurra!

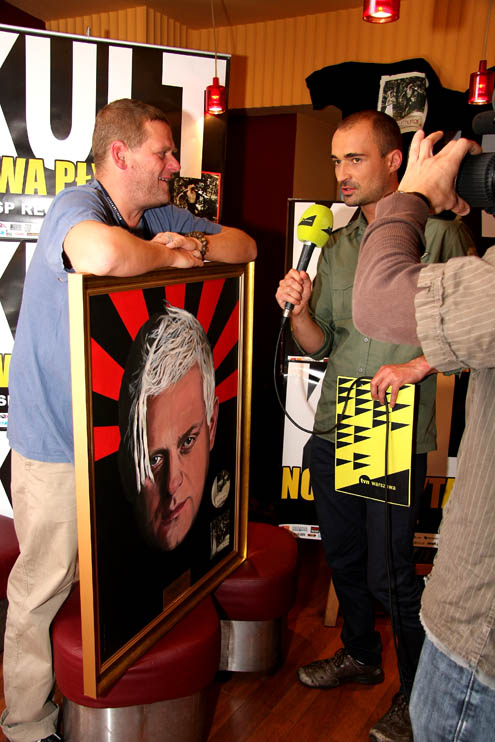
Kazik w czasie premiery płyty Hurra 28 września 2009 w warszawskim Empiku

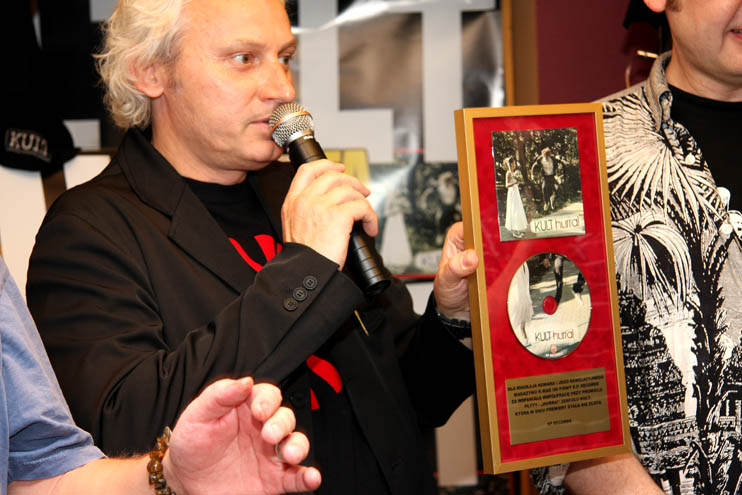
Sławomir Pietrzak wręczający pamiątkowy egzemplarz płyty Hurra w czasie premiery albumu 28 września 2009 w warszawskim Empiku

Hurra! – trzynasty album zespołu Kult, wydany 28 września 2009 roku, nakładem S.P. Records. Płytę promuje singiel „Marysia” oraz teledysk do tytułowego utworu tego singla. Album został wydany również w limitowanej dwupłytowej wersji winylowej. Album początkowo miał nosić nazwę „Concentrazion Gigantica” i miał ukazać się w 2008 roku. Jednak po odejściu z zespołu na początku 2008 Krzysztofa Banasika postanowiono zrezygnować z części materiału nagranego z tym muzykiem, zastępując go nowymi utworami. Zmieniono także nazwę płyty na „Hurra”. W lutym 2010 roku do rozgłośni radiowych trafił utwór „Amnezja”. 12 marca został wydany drugi singiel zatytułowany "Karinga".
Album na dwa tygodnie przed premierą został nielegalnie udostępniony w internecie. W wyniku postępowania policyjnego ustalono, że zawartość płyty została wyniesiona przez pracowników tłoczni. W lutym 2010 czterem osobom postawiono akt oskarżenia w tej sprawie.
W dniu premiery album uzyskał status złotej płyty, a po 10 dniach sprzedaży status płyty platynowej
. Do końca roku album osiągnął nakład 55 tysięcy egzemplarzy, a ogólnie ponad 60 tysięcy.

## Lista utworów
Źródło.
1. „Maria ma syna” (5:11)
2. „Amnezja” (3:40)
3. „Idiota stąd” (3:06)
4. „Nowe tempa” (4:55)
5. „Marysia” (3:22)
6. „Nie mamy szans” (4:06)
7. „Kiedy ucichną działa już” (5:31)
8. „My chcemy trzymać w garści świat” (4:30)
9. „Skazani” (5:11)
10. „Jutro wszystko zmieni się” (5:10)
11. „To nie jest kraj moich snów” (4:27)
12. „Podejdź tu proszę” (5:23)
13. „Chodźcie chłopaki” (4:25)
14. „Karinga” (4:55)
15. „Gigantyczna koncentracja” (8:39, utwór na okładce płyty nie ma tytułu)[13]

## Wykonawcy
- Kazik Staszewski – śpiew
- Janusz Grudziński – organy, instrumenty klawiszowe
- Tomasz Goehs – perkusja
- Tomasz Glazik – saksofon
- Wojciech Jabłoński – gitara, banjo, instrumenty perkusyjne
- Piotr Morawiec – gitara
- Jarosław Ważny – puzon
- Ireneusz Wereński – gitara basowa
- Janusz Zdunek – trąbka

## Sprzedaż
| Tytuł                      | Lista | Kraj   | Pozycja |
| -------------------------- | ----- | ------ | ------- |
| Hurra!                     | OLiS  | Polska | 1       |
| Karinga – Hurra! Suplement | OLiS  | Polska | 6       |